# ناداپ
ناداپ (به مجاری:  Nadap) یک شهرداری در مجارستان است که در ناحیه گاردونی واقع شده‌است. ناداپ ۶٫۹۳ کیلومتر مربع مساحت و ۴۶۰ نفر جمعیت دارد.